# جون كلير
جون كلير (13 يوليو 1793 - 20 مايو 1864) كان شاعرًا إنجليزيًا. كان ابن عامل زراعي، واشتهر بتأليفه لقصائد تحتفي بريف إنجلترا وتعبيره عن حزنه على الإخلال الحاصل بها. تعرضت أعماله لإعادة تقييم جذرية في أواخر القرن العشرين؛ ويُعتبر الآن في كثير من الأحيان واحدًا من أبرز شعراء القرن التاسع عشر. وصفه المؤرخ جوناثان بيت بأنه «أعظم شاعر من الطبقة العاملة الذي أنتجته إنجلترا. لم يكتب أحد بقوة أكبر عن الطبيعة والطفولة الريفية والذات المنفصلة وغير المستقرة».

## حياته

### نشأته
ولد كلير في هيلبستون، على بُعد 6 أميال (10 كيلومترات) إلى الشمال من مدينة بيتربورو. في عمره، كانت القرية جزءًا من سوك بيتربورو في نورثهامبتونشير، وسمى في نصبه التذكاري باسم «شاعر الفلاحين في نورثهامبتونشير». هيلبستون اليوم جزء من السلطة الإدارية المستقلة لمدينة بيتربورو.
عمل والد كلير عاملًا زراعيًا وهو لا يزال طفلًا، لكنه التحق بالمدرسة في كنيسة جلينتون حتى بلوغه سن الثانية عشرة. في بداية شبابه، عمل نادلًا في حانة بلو بيل وأحب ماري جويس، لكن والدها، الذي كان مزارعًا ثريًا، منعهما من اللقاء. لاحقًا، عمل بستانيًا في قصر بورغلي. التحق بالميليشيا، وعاش حياة المعسكر مع القبائل الغجر، وعمل في بيكوورث، روتلاند، حارق جير في عام 1817. في العام التالي، اضطر لقبول مساعدة الكنيسة. قد يكون سوء التغذية الذي بدأ في الطفولة هو العامل الرئيسي وراء قصر قامته البالغة خمسة أقدام ومساهمًا في سوء صحته البدنية لاحقًا في حياته.

### قصائده الأولى
اشترى كلير نسخة من كتاب جيمس تومسون «الفصول» وبدأ في كتابة قصائد وأبيات شعرية. في محاولة لمنع طرد والديه من منزلهم، قدم كلير قصائده لتاجر كتب محلي يُدعى إدوارد دروري، الذي أرسلها إلى ابن عمه جون تايلور من شركة تايلور وهيسي، التي نشرت أعمال جون كيتس. نشر تايلور مجموعة قصائد كلير الموصفة للحياة الريفية والمناظر الطبيعية في عام 1820. حظي الكتاب بإشادة كبيرة، وفي العام التالي ظهرت مجموعة قصائده «القوالب الريفية وقصائد أخرى». «حظي كلير بإشادة كبيرة جدًا، إذ أجمع القراء على إعجابهم بعبقرية شاعرية قدمت أمامهم تحت ثوب العامل الزراعي المتواضع».

### منتصف العمر
في 16 مارس 1820، تزوج كلير مارثا («باتي») تيرنر، ساقية الحليب، في كنيسة القديس بطرس وبولس في غريت كاستيرتون. بدأ كلير بتحصيل عائد سنوي قدره 15 جنيهًا من ماركيز إكستر، الذي كان يعمل تحت خدمته، فضلًا عن عائد من التبرعات، حتى حصل كلير على 45 جنيهًا إسترلينيًا سنويًا، وهو مبلغ يفوق بكثير ما كسبه من قبل. إلا أن دخله لم يعد كافٍ في عام 1823، وكاد أن يكون عاجزًا تمامًا. لم يلق كتابه «تقويم الرعاة» (1827) كثيرًا من النجاح، ولم ينجح في زيادة مبيعاته حتى عند بيعه له بالتجوال. مع مواصلته العمل في الحقول، تحسنت صحته مؤقتًا؛ لكنه سرعان ما أصيب بمرض خطير. قدم له إيرل فيتزويليام كوخًا جديدًا وقطعة أرض، ولكن كلير لم يتمكن من الاستقرار.
كان كلير في حالة تشتت مستمرة بين عالمي لندن الأدبي وجيرانه الذين غالبًا ما عانوا من الأمية، بين الحاجة لكتابة الشعر والحاجة إلى المال لإطعام وإكساء أطفاله. بدأت صحته بالتدهور وعانى من حالات من الاكتئاب، وتفاقم ذلك بعد ولادة طفله السادس في عام 1830 ومع تراجع مبيعات شعره. في عام 1832، تجمع أصدقاؤه ورعاة لندن معًا لنقل العائلة إلى منزل أكبر مع مزرعة صغيرة في قرية نورثبورو، ليست بعيدة عن هيلبستون. إلا أن ذلك أشعره فقط بالانعزال أكثر في تلك القرية.
أشاد كريستوفر نورث وغيره من المراجعين بعمل كلير الأخير «الإلهام الريفي» (1835)، ولكن مبيعاته لم تكفي لدعم عائلته المكونة من زوجته وأطفاله السبعة. بدأت صحة كلير العقلية بالتدهور. زاد استهلاكه للكحول تدريجيًا بالتزامن مع عدم رضاه عن هويته الشخصية وزيادة سلوكه الفوضوي. وكان من بين تلك السلوكيات اقتحامه عرضًا لمسرحية «تاجر البندقية»، حيث هاجم شايلوك بالكلام. أصبح عبئًا على باتي وعائلته، وفي يوليو 1837، وبناءً على توصية صديق نشره جون تايلور، ذهب كلير بمحض إرادته (بصحبة صديق لتايلور) إلى المصحة الخاصة للدكتور ماثيو آلن، هاي بيتش، بالقرب من لوتون في غابة إيبينغ. أكد تايلور لكلير أنه سيحظى بأفضل الرعاية الطبية.
قيل عن كلير بأنه «مليء بالأوهام الغريبة المتعددة». كان يعتقد أنه مقاتل بارع وأن لديه زوجتين، باتي وماري. بدأ يدّعي أنه اللورد بايرون. كتب آلن عن كلير في صحيفة تايمز عام 1840:
«الأمور الغريبة جدًا أنه منذ قدومه... في اللحظة التي يأخذ فيها القلم أو الأقلام في يده، يبدأ في كتابة أعمال شعرية رائعة. مع ذلك، لم يتمكن من الحصول على مظهر العقلانية سواء في المحادثات أو حتى في كتابة نصوص نثرية لمدة دقيقتين أو سطرين متتاليين، حتى أنه لا توجد أي مؤشرات على الجنون في شعره».

### الدين
كان كلير أنجليكيًا. مهما شعر به تجاه القداس والخدمة الدينية، ومهما كانت نظرته النقدية لحياة الأبرشية، حافظ كلير على ولاء والده لكنيسة إنجلترا. تجنب الخدمات الدينية في شبابه وكان يتسكع في الحقول أثناء ساعات العبادة، لكنه استفاد كثيرًا في السنوات اللاحقة من أعضاء رجال الدين. أقر بأن والده «نشأ في طائفة كنيسة إنجلترا، ولم أجد سببًا يدعوني إلى التخلي عنها». في حال وجد جوانب غير مناسبة ومحرجة في الكنيسة، فإنه ما زال مستعدًا للدفاع عنها: «أنا أبجّل الكنيسة وألعن من أعماق قلبي أي يد ترتفع لتقويض دستورها».
استمدت العديد من الصور التي استخدمها كلير من العهد القديم (مثلًا، «الشاعر الفلاح»). بجّل كلير أيضًا شخصية المسيح في قصائده مثل «الغريب».

### أواخر حياته
خلال سنواته الأولى في دار العزل في هاي بيتش، إسكس (1837-1841)، أعاد كلير كتابة قصائد وأبيات شعرية للورد بايرون. أصبح كتابه «طفل هارولد»، النسخة الخاصة به من قصيدة «حج طفل هارولد» لبايرون، نوحًا على الحب المفقود في الماضي، و«قصيدة دون جوان»، هجاءً لاذعًا، مثيرًا للشهوة، مملوءًا بالتحامل ضد النساء، موحيًا بتقدمه في السن. ادعى كلير أيضًا أنه يحقق لنفسه الفضل في مسرحيات شكسبير، مدعيًا أنه هو شكسبير نفسه. قال الشاعر لمحرر إحدى الصحف: «أنا جون كلير الآن، كنت بايرون وشكسبير في الماضي».
في يوليو 1841، هرب كلير من دار العزل في إسكس وسار ما يقرب من 80 ميلًا (130 كيلومترًا) حتى يصل إلى منزله، معتقدًا أنه سيلتقي بحبيبته الأولى ماري جويس، التي كان مقتنعًا أنه متزوج منها. لم يصدق عائلتها عندما قالوا له أنها توفت بطريق الخطأ قبل ثلاث سنوات في حريق منزل. بقي طليقًا معظم الوقت في منزله في نورثبورو، لمدة خمسة أشهر، لكن في النهاية اتصلت باتي بالأطباء.
في الفترة بين عيد الميلاد ورأس السنة، في عام 1841، نُقل إلى مصحة نورثهامبتون العامة للمجانين (المعروفة الآن بمستشفى سانت أندرو). عند وصوله إلى المصحة، أكمل الطبيب المرافق، فينويك سكريمشير، الذي عالج كلير منذ عام 1820، أوراق القبول. عندما سئل: «هل سبق الجنون بأي اضطراب عقلي شديد أو عاطفي مستمر لفترة طويلة؟»، سكريمشير: «بعد سنوات من النثر الشعري».